# ISO 3166-2:TF
ISO 3166-2:TF es la entrada para Territorios Franceses del Sur (Tierras Australes y Antárticas Francesas) en ISO 3166-2, parte de los códigos de normalización ISO 3166 publicados por la Organización Internacional de Normalización (ISO), que define los códigos para los nombres de las principales subdivisiones (p.ej., provincias o estados) de todos los países codificados en ISO 3166-1. En la actualidad, la entrada no incluye código alguno.
Las Tierras Australes y Antárticas Francesas forman parte de la Francia de ultramar y tienen oficialmente asignado el código TF en la ISO 3166-1 alpha-2. Por ser un territorio interior, tiene también asignado el código FR-TF, bajo la entrada para Francia, en la ISO 3166-2.
Bajo la definición in ISO 3166-1, las Tierras Australes y Antárticas Francesas excluyen Tierra Adelia, que está cubierto por la Antártida, con el código AQ  en alpha-2.